# Stanisław Dąbrowski (1947–2014)

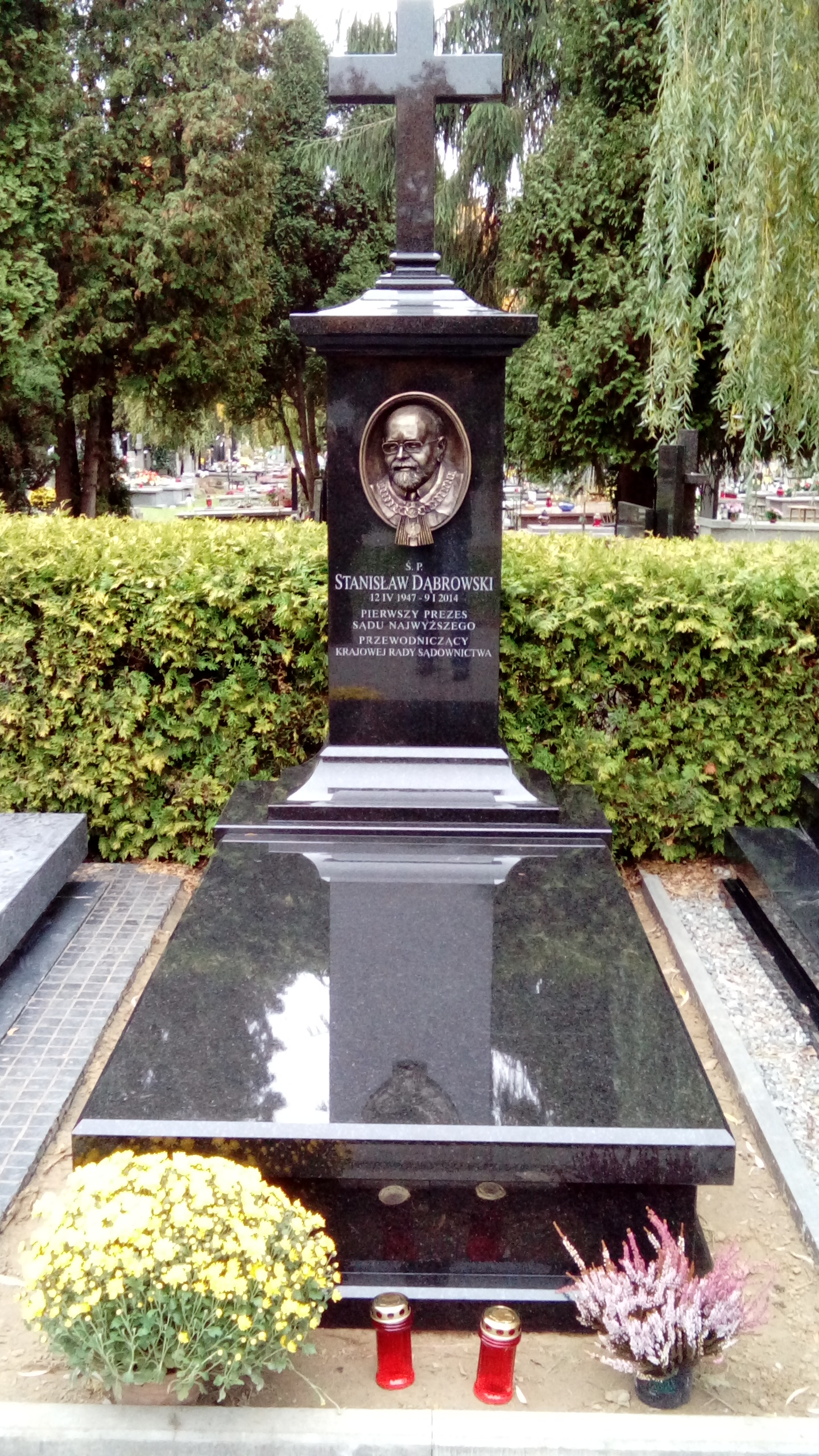
Grób Stanisława Dąbrowskiego na Cmentarzu Wojskowym na Powązkach

Stanisław Zbigniew Dąbrowski (ur. 12 kwietnia 1947 w Sokołowie Podlaskim, zm. 9 stycznia 2014 w Warszawie) – polski prawnik, sędzia Sądu Najwyższego orzekający w Izbie Cywilnej, poseł na Sejm X kadencji (1989–1991), przewodniczący Krajowej Rady Sądownictwa (2006–2010), w latach 2010–2014 pierwszy prezes Sądu Najwyższego i z urzędu przewodniczący Trybunału Stanu.

## Życiorys
Syn Tadeusza i Anny, urodził się w rodzinie sędziego i nauczycielki. Ukończył liceum ogólnokształcące w rodzinnym mieście, a następnie w 1970 studia prawnicze na Wydziale Prawa i Administracji Uniwersytetu Warszawskiego. Od 1974 był sędzią kolejnych szczebli, rozpoczynając pracę w Sądzie Rejonowym w Węgrowie. Od 1980 do 1990 orzekał w Sądzie Wojewódzkim w Siedlcach. W 1980 wstąpił do Niezależnego Samorządnego Związku Zawodowego „Solidarność”, pełnił funkcję przewodniczącego Międzyzakładowej Komisji „S” dla okręgu Sądu Wojewódzkiego w Siedlcach, był również członkiem Krajowej Komisji Koordynacyjnej Pracowników Wymiaru Sprawiedliwości.
Był współzałożycielem Klubu Inteligencji Katolickiej w Siedlcach, a także jego pierwszym prezesem (1981–1985). W latach 1989–1991 sprawował mandat posła na Sejm kontraktowy, wybranego z ramienia Komitetu Obywatelskiego z okręgu garwolińskiego. W 1990 zaczął orzekać w Izbie Cywilnej Sądu Najwyższego. W 2004 został powołany na stanowisko wiceprzewodniczącego Krajowej Rady Sądownictwa, a od 27 marca 2006 do 22 marca 2010 był jej przewodniczącym. 14 października 2010 powołany przez prezydenta Bronisława Komorowskiego na pierwszego prezesa Sądu Najwyższego.
Zmarł 9 stycznia 2014 w trakcie kadencji. Uroczystości pogrzebowe odbyły się 16 stycznia 2014, został pochowany na wojskowych Powązkach (kwatera FIV-tuje-13).

## Odznaczenia, upamiętnienie
W 1978 został odznaczony Brązowym Krzyżem Zasługi. Pośmiertnie w 2014 odznaczony Krzyżem Komandorskim z Gwiazdą Orderu Odrodzenia Polski oraz Medalem „Zasłużony dla Wymiaru Sprawiedliwości – Bene Merentibus Iustitiae”. W 2016 pośmiertnie odznaczony Krzyżem Wolności i Solidarności.
Imieniem Stanisława Dąbrowskiego została nazwana największa spośród sal rozpraw w siedzibie Sądu Najwyższego w Warszawie.